# Thracia salsettensis
Thracia salsettensis is een tweekleppigensoort uit de familie van de Thraciidae. De wetenschappelijke naam van de soort is voor het eerst geldig gepubliceerd in 1893 door Melvill.